# Itame marginata
Itame marginata là một loài bướm đêm trong họ Geometridae.